# Mirko Bertolucci
Mirko Bertolucci (Viareggio, 29 marzo 1972) è un hockeista su pista e allenatore di hockey su pista italiano.
È fratello minore di Alessandro Bertolucci.

## Palmarès

### Giocatore

#### Club

##### Competizioni nazionali
- Campionato portoghese: 1

Barcelos: 2000-2001
- Coppa di Lega: 1

Primavera Prato: 2001-2002
- Coppa Italia: 7

Primavera Prato: 2002-2003
Follonica: 2004-2005, 2005-2006, 2006-2007, 2007-2008, 2008-2009
CGC Viareggio: 2010-2011
- Campionato italiano: 6

Primavera Prato: 2002-2003
Follonica: 2004-2005, 2005-2006, 2006-2007, 2007-2008
CGC Viareggio: 2010-2011
- Supercoppa italiana: 4

Follonica: 2005, 2006, 2008
CGC Viareggio: 2013

##### Competizioni internazionali
- Coppa delle Coppe: 1

Amatori Lodi: 1993-1994
- Coppa CERS/WSE: 1

Follonica: 2004-2005
- CERH European League: 1

Follonica: 2005-2006
- Coppa Intercontinentale: 2

Follonica: 2007
Reus Deportiu: 2010
- Supercoppa d'Europa/Coppa Continentale: 1

Reus Deportiu: 2009-2010

#### Individuale
- Vincitore della stecca d'oro della Serie A1: 5

2002-2003 (84 gol), 2002-2003 (71 gol), 2005-2006 (52 gol), 2006-2007 (60 gol), 2008-2009 (46 gol)

#### Allenatore

##### Competizioni nazionali
- Coppa Italia: 1

Sarzana: 2021-2022